# گمینا کژوینگ
گمینا کژوینگ (به لهستانی:  Gmina Krzywiń) یک گمینا در لهستان است که در شهرستان کوشچیان واقع شده‌است. گمینا کژوینگ ۱۷۹٫۱۶ کیلومتر مربع مساحت و ۹٬۸۹۲ نفر جمعیت دارد.